# Bogdan Tyszkiewicz

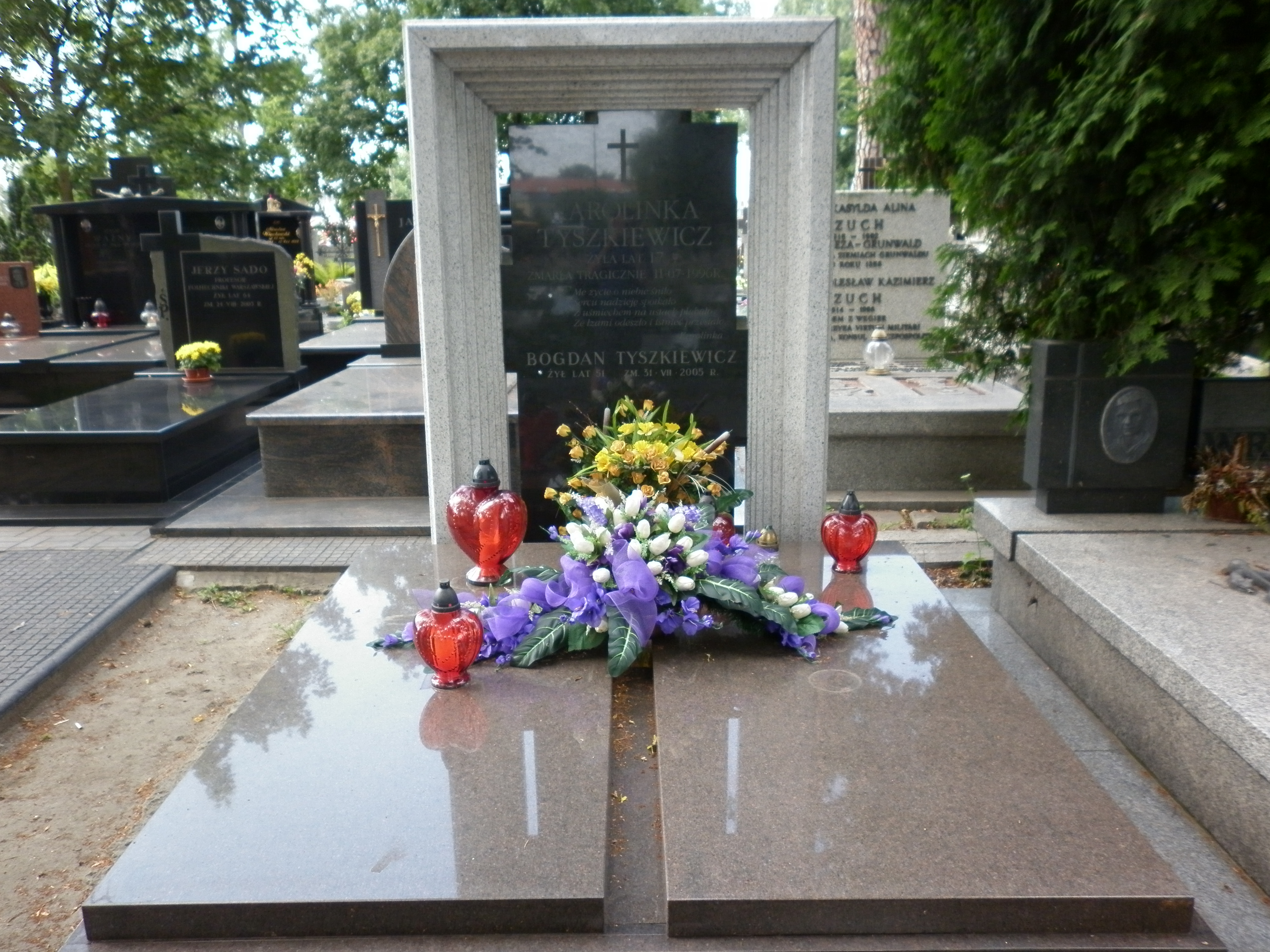
Grób Bogdana Tyszkiewicza na cmentarzu w Wilanowie

Bogdan Tyszkiewicz (ur. 22 lipca 1954 w Jeleniej Górze, zm. 31 lipca 2005 w Warszawie) – polski działacz sportowy i samorządowy, przedsiębiorca.

## Życiorys
W młodości był hokeistą, zawodnikiem klubu Okęcie Warszawa. Od 1974 był sędzią hokejowym (m.in. w sezonie II ligi 1975/1976), od 1979 na szczeblu międzynarodowym. Sędziował na Zimowych Igrzyskach Olimpijskich w Sarajewie (1984) oraz dziesięciu turniejach o mistrzostwo świata i Europy w różnych kategoriach wiekowych i poziomach rozgrywek, w tym mistrzostwach grupy A w 1986 (gdzie sędziował mecz finałowy) i 1987. W latach 1974–1992 sędziował łącznie w 1133 spotkaniach. W 1988 został wybrany wiceprezesem Polskiego Związku Hokeja na Lodzie, a w 1992 prezesem związku. Funkcję tę pełnił do 2000. W latach 1994–1998 był członkiem zarządu i przewodniczącym wydziału sędziowskiego Międzynarodowej Federacji Hokeja na Lodzie (IIHF). Podczas XVIII Zimowych Igrzysk Olimpijskich w Nagano (1998) był szefem sędziów turnieju hokejowego, a także komentował mecze turnieju w telewizji. Ponadto w latach 1991–1995 był członkiem zarządu Polskiego Komitetu Olimpijskiego.
W latach 90. rozpoczął działalność biznesową i polityczną. Działał w Warszawskiej Radzie Gospodarczej i Izbie Kupców. W wyborach 1993 bez powodzenia ubiegał się o mandat senatorski z ramienia BBWR w okręgu ciechanowskim. W 1994 został wybrany do Rady Gminy Warszawa-Centrum z listy komitetu Unia Wolności i Samorządności. Początkowo związany był z Unią Wolności, a następnie z Akcją Wyborczą Solidarność. Pełnił funkcję przewodniczącego Rady Gminy Centrum (1994–1998). W wyborach 1998 stworzył komitet Warszawska Rada Gospodarcza, z ramienia którego o mandat radnego ubiegał się m.in. Stanisław Wyganowski – sam Tyszkiewicz startował jednak z listy AWS, z której uzyskał reelekcję w radzie gminy Centrum.
Jednocześnie utrzymywał znajomości z ludźmi związanymi z polską przestępczością zorganizowaną. Uważany był za łącznika grupy samorządowców Platformy Obywatelskiej (wcześniej Unii Wolności) i SLD tworzących tzw. układ warszawski z mafią pruszkowską. Według zeznań świadka koronnego Jarosława S. ps. „Masa”: Pan Tyszkiewicz był niezwykle cenny dla grupy pruszkowskiej. Był osobą najważniejszą, wręcz kluczową, pociągał wiele sznurków. Poznałem całe środowisko samorządowców i wysokich oficerów policji, kiedy byłem zapraszany na mecze hokeja. Pan Tyszkiewicz był wtedy prezesem Polskiego Związku Hokeja.
W 2000 został zatrzymany przez policję (chodził z bronią, na którą nie miał pozwolenia), a w 2003 potrącił kobietę na przejściu dla pieszych. W 2004 został aresztowany przez funkcjonariuszy Centralnego Biura Śledczego pod zarzutem korupcji. Po wyjściu z aresztu, 31 lipca 2005 został zamordowany przez Białorusina Andreja F., z którym przebywał w jednej celi. Bogdan Tyszkiewicz został pochowany na cmentarzu w Wilanowie.
W 2000 odznaczony Złotym Krzyżem Zasługi.